# (7858) Болотов
(7858) Болотов (лат. Bolotov) — типичный астероид главного пояса, открыт 26 сентября 1978 года советским астрономом Людмилой Журавлёвой в Крымской астрофизической обсерватории и 9 марта 2001 года назван в честь писателя, ботаника и лесовода Андрея Болотова.

## Обнаружение и именование
(7858) Болотов
Открыт 26 сентября 1978 года в Крымской астрофизической обсерватории Л. В. Журавлёвой.
Андрей Тимофеевич Болотов (1738—1833) был русским писателем, учёным, агрономом, селекционером, лесоводом и строителем парков.
Оригинальный текст (англ.)7858 Bolotov
Discovered 1978 Sept. 26 by L. V. Zhuravleva at the Crimean Astrophysical Observatory.
Andrej Timofeevich Bolotov (1738—1833) was a Russian writer, scientist, agriculturist, selectionist, forester and builder of parks.
Источники: 20010309/MPCPages.arc; M.P.C. 42357.

## Орбита

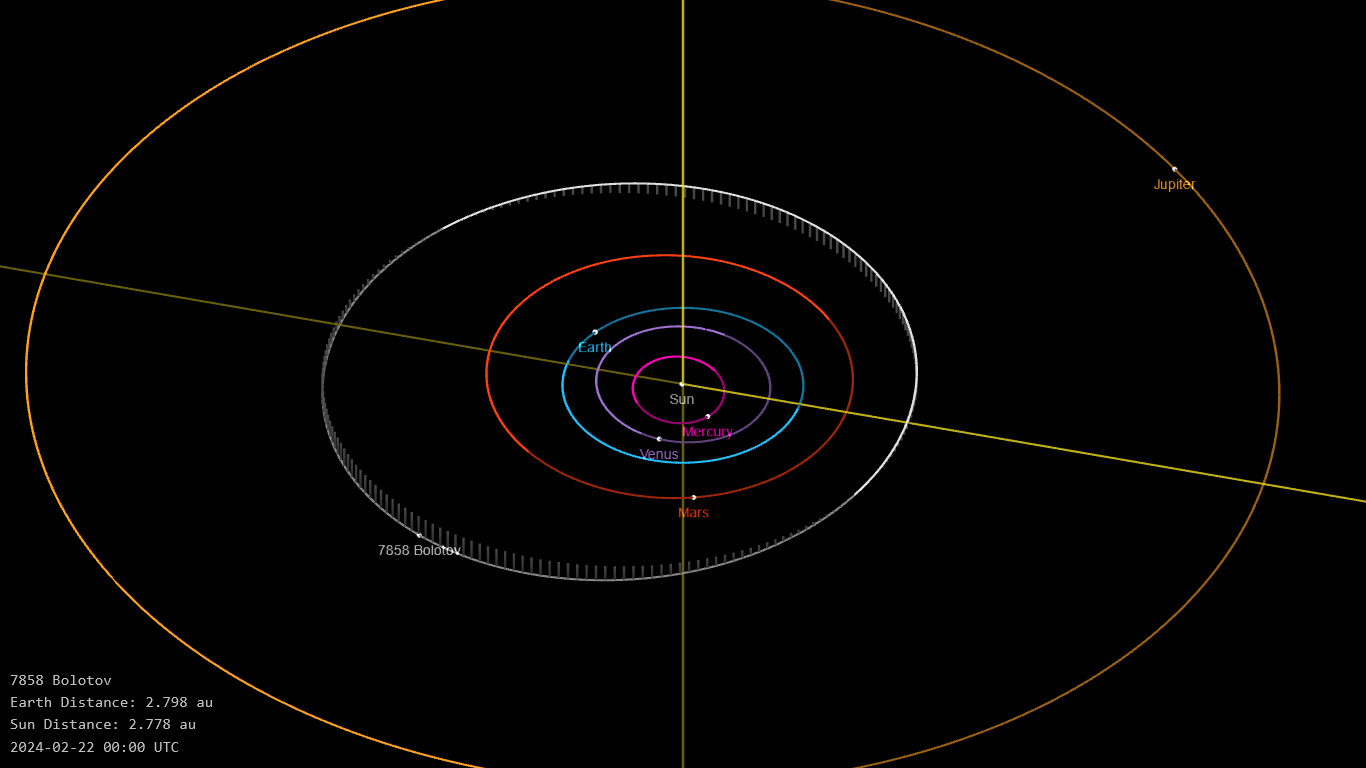
Орбита астероида Болотов и его положение в Солнечной системе

## Физические характеристики
Астероид относится к таксономическому классу S.
По результатам наблюдений системы телескопов панорамного обзора и быстрого реагирования Pan-STARRS и наблюдений системы последнего оповещения о столкновении астероида с Землей Asteroid Terrestrial-impact Last Alert System абсолютная звёздная величина астероида сначала оценивалась равной 13,55±0,74m, позже — 13,94±0,276m и 14,34±0,067m.